# Xysticus sharlaa
Xysticus sharlaa is een spinnensoort uit de familie van de krabspinnen (Thomisidae).
De wetenschappelijke naam van de soort werd in 2002 gepubliceerd door Joeri Michailovitsj Maroesik en Dmitri Viktorovich Logunov.